# Réaction de McCormack
La réaction de McCormack, aussi connue sous le nom de cycloaddition McCormack, est une méthode de synthèse de composés organophosphorés, plus précisément des oxydes de phospholène, c'est-à-dire des cycles hétérocycliques à cinq avec un atome de phosphore oxydé et une double liaison C=C dans le cycle.  Cette réaction tient son nom de son découvreur, William B. McCormack, un chimiste de la société DuPont.

## Réaction générale
Dans cette cycloaddition, un phospholène est formé à partir de buta-1,3-diène et d'un dichlorophosphane : 
Le groupe R peut ici être un groupe alkyle, alcoxyle, aryle, ou un halogène

## Mécanisme réactionnel
Divers mécanismes réactionnels ont été proposés. Celui présenté ci-dessous est celui décrit dans l'ouvrage Comprehensive Organic Name Reactions and Reagents, 2 Volume Set de Zerong Wang.
Dans cet exemple, le buta-1,3-diène (1) réagit avec le dichlorophosphane dans une réaction de cyclisation suprafaciale pour former un dichlorphosphole  (2). Dans un équilibre, ce dernier s'ionise en cation phosphoreux, libérant un anion chlorure. La réaction avec l'eau produit de l'acide chlorhydrique, et un groupe hydroxyle vient substituer sur l'atome de phosphore (3). Dans une réaction intramoléculaire, le deuxième atome de chlore et l'hydrogène du groupe hydroxyle sont éliminés pour former l'oxyde de phospholène (4).

## Alternatives
Il est possible d'utiliser divers buta-1,3-diènes substitués en position 2,3 comme réactif 1,3-diène. On rapporte ainsi l'utilisation du 1,2-diméthylènecyclohexane dans quelques exemples.
McCormack lui-même a montré qu'il était possible d'utiliser l'isoprène :
À la place de l'hydrolyse, une déshydrohalogénation suivant l'addition du 1,3-diène permet de produire des phospholes au lieu des oxydes de phospholène. Les phénylphospholes peuvent être préparés via des zirconacyclopentadiènes réagissant avec PhPCl2: